# Église Sainte-Madeleine de Beurlay
L'église Sainte-Madeleine est une église située à Beurlay, dans le département français de la Charente-Maritime en région Nouvelle-Aquitaine.

## Historique
L'église est inscrite au titre des monuments historiques par arrêté du 7 juillet 1977.

## Galerie

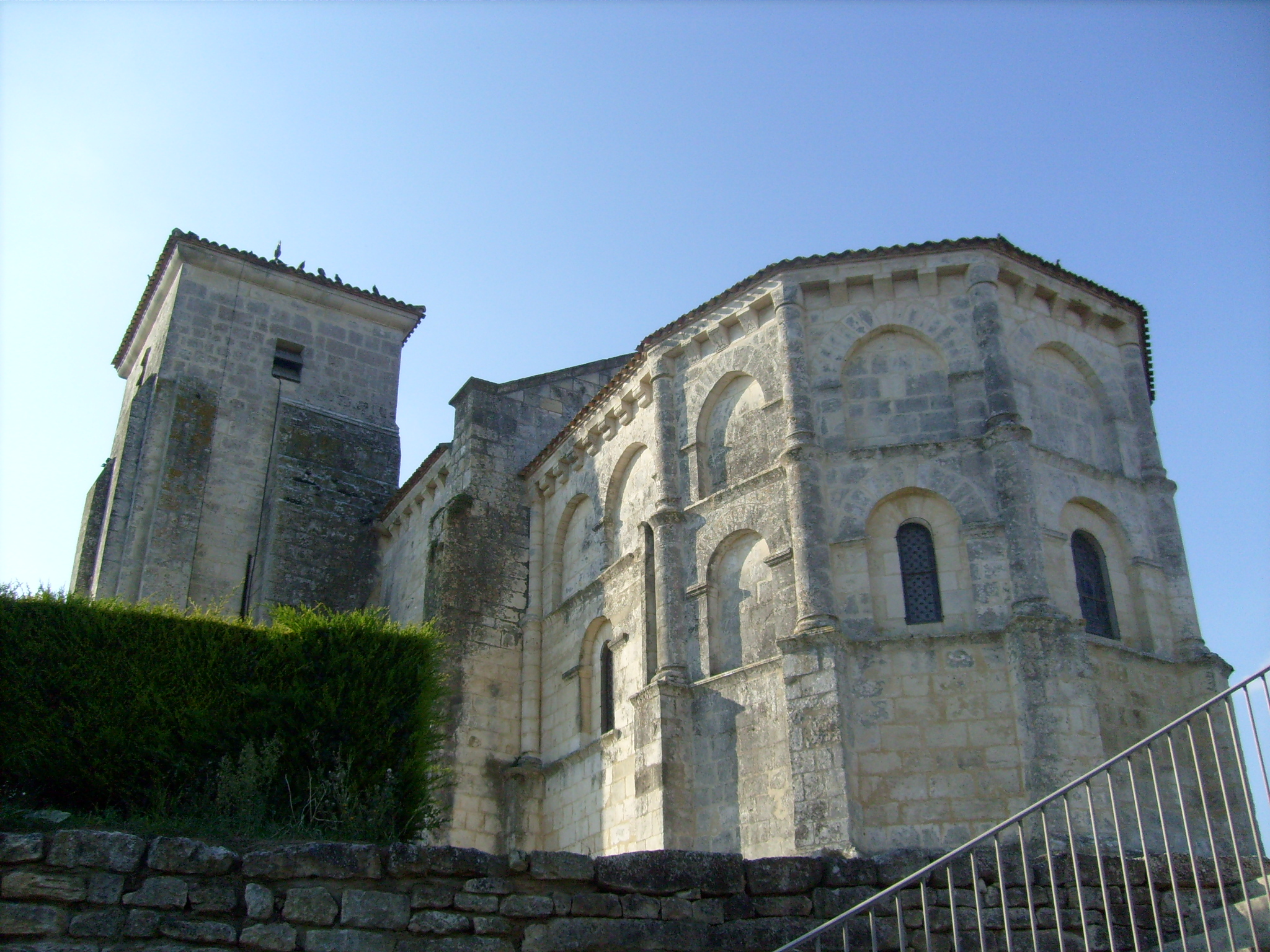
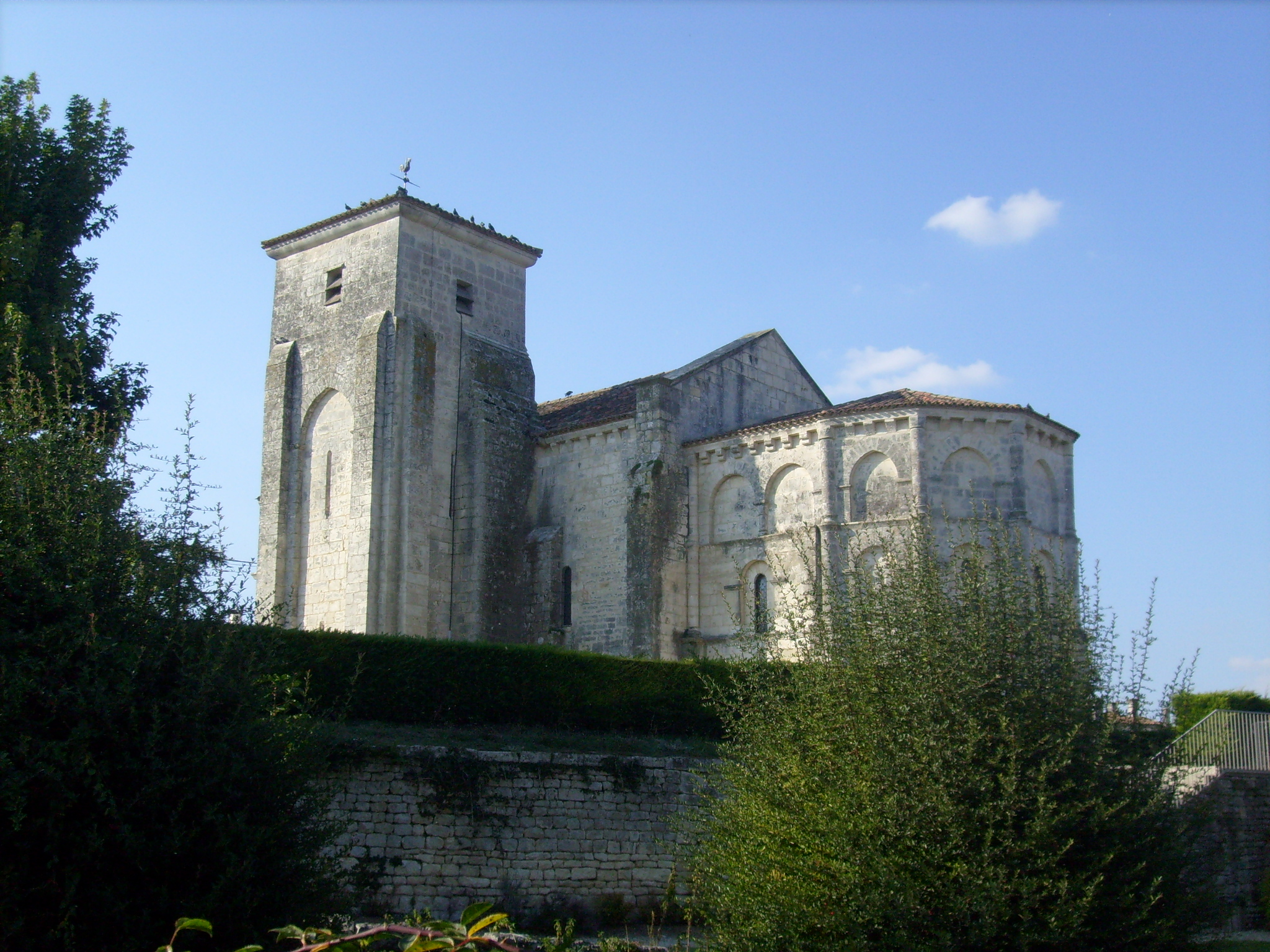